# Vito (comandante militar)
Vito foi um comandante militar romano (magister utriusque militiae). Proveniente da província da Gália, em 446 Vito foi enviado por Flávio Aécio para restaurar a ordem na Bética, que se encontrava a saque dos suevo, liderando um exército confederado de romanos e Godos.